# Jessy San Miguel
Jessy Carlos San Miguel (* 5. September 1971 in Pierce County, Washington; † 29. Juni 2000 in Huntsville, Walker County, Texas) war ein US-amerikanischer Raubmörder, der vier Menschen tötete. Er wurde 2000 hingerichtet.

## Ereignisse
Jessy San Miguel überfiel am 26. Januar 1991 mit dem 17-jährigen Jerome Green eine Filiale der Restaurantkette Taco Bell in Irving. Er sperrte den 28-jährigen Manager Michael Phelan, die 16-jährige, schwangere Angestellte Theresa Fraga, ihren 23-jährigen Cousin Frank Fraga und deren 35-jährigen Bekannten Son Nyugen in einem Kühlhaus des Gebäudes ein. Nachdem er einiges an Bargeld entwendet hatte, kehrte er in das Kühlhaus zurück und tötete alle vier Personen durch Pistolenschüsse.
Kurze Zeit später wurden San Miguel und Green, etwa eine halbe Meile entfernt, wegen Verdachts der Trunkenheit am Steuer von einer Polizeistreife angehalten. Im Wagen fand die Polizei Bargeld in Tüten von Taco Bell, sowie eine halbautomatische Pistole, Skimasken und Handschuhe. Wegen Verdachts eines Überfalls wurden Restaurants der Umgebung überprüft, wobei das Verbrechen entdeckt wurde.
San Miguel war für die Polizei kein Unbekannter. Der 19-Jährige war bereits neunmal verhaftet worden, darunter wegen mehrerer Waffendelikte und einer Schießerei. Er hatte die Beute aus dem Raub und die Mordwaffe bei sich, hatte Blut der Opfer auf seiner Kleidung und legte ein Geständnis ab. Er wurde von einer Jury im Januar 1991 schuldig gesprochen und im Juni 1991 zum Tode verurteilt. Im März 1994 wurde die Strafe vom texanischen Berufungsgericht bestätigt. Sein Komplize wurde zu einer Freiheitsstrafe von 50 Jahren verurteilt.
Im Juni 2000 wurde San Miguel in der Huntsville Unit mit der Giftspritze hingerichtet.